# Gränsen mellan Finland och Ryssland

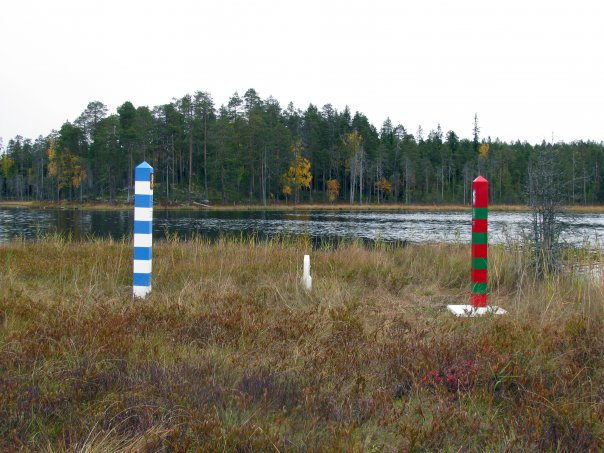
Finlands östligaste punkt är den västra delen av en ö i sjön Virmajärvi, som gränsen går igenom. Den blåvita pelaren markerar den finländska sidan, den rödgröna pelaren markerar den ryska sidan. Den vita pelaren i mitten markerar själva gränsen.

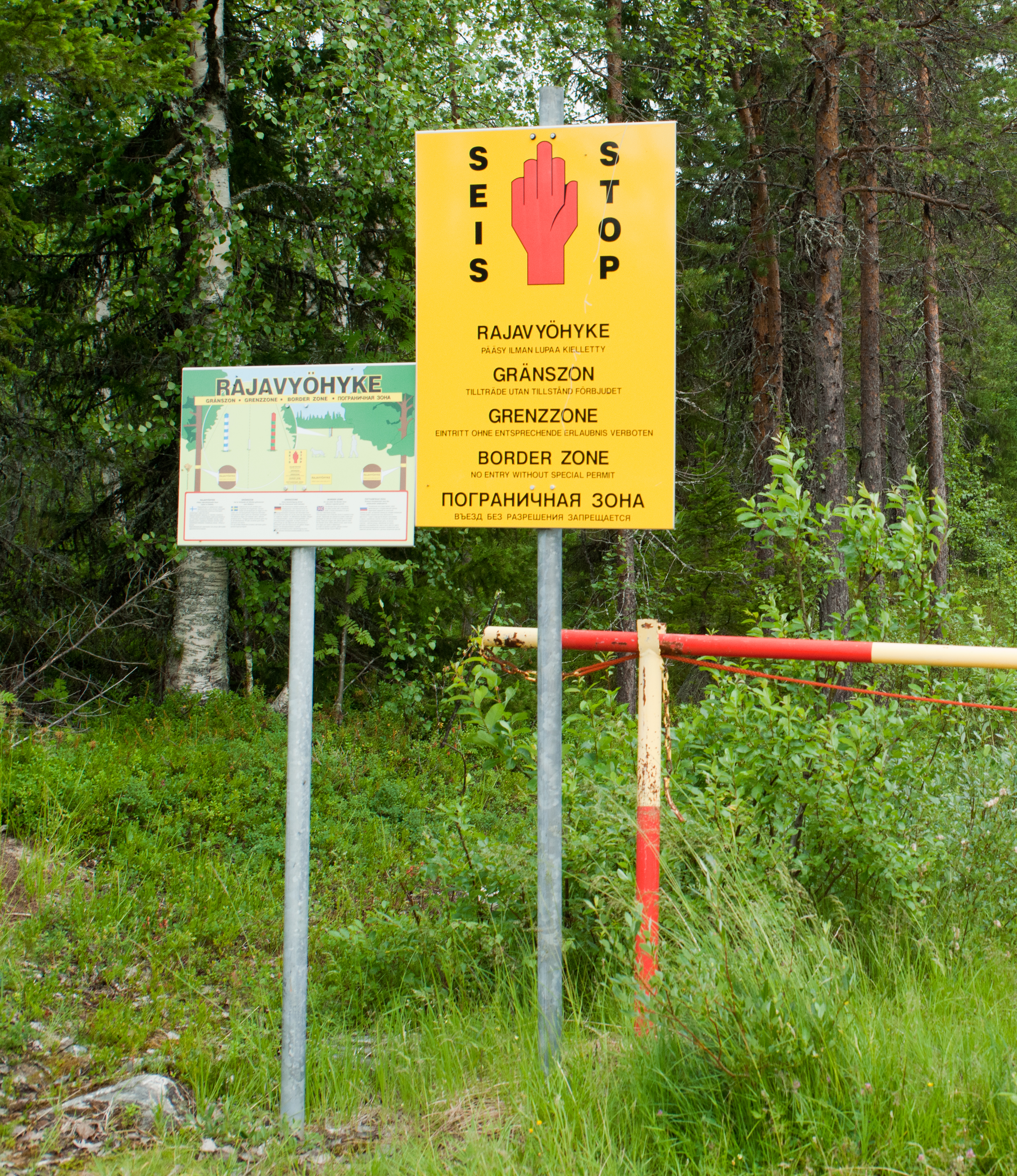
Skylt som markerar gränszonen, i Paljakka i Kuusamo.

Finlands gränsförändringar 1323–1975.

Gränsen mellan Finland och Ryssland är den statsgräns som går mellan Finland och Ryssland. Den är 1 340 kilometer lång, och går främst genom obefolkade skogar och ödemarker, samt glesbefolkade områden. I Finland kallas den östgränsen (finska: itäraja). Den utgör även Schengenområdets och EU:s yttre gräns.
Det är förbjudet enligt både finländsk och rysk lag att utan tillstånd korsa gränsen utanför gränsövergångar. Det finns dessutom gränszoner på båda sidor där man inte får uppehålla sig utan tillstånd. Stora skyltar indikerar detta. Detta förbud gynnar de vilda djuren som trivs i gränszonen, även om begränsad guidad turism förekommer.
Myndigheten Gränsbevakningsväsendet patrullerar rutinmässigt gränsen på den finländska sidan, liksom ryska myndigheter på den ryska sidan. På grund av Finlands anslutning till Nato den 4 april 2023 har bevakningen av den 1 340 kilometer långa gränsen mot Ryssland fördubblats.

## Historia
Landgränsen reglerades vid Parisfreden 1947 efter Finska fortsättningskriget (1941–1944), där Finska Karelen och Petsamo överlämnades till Sovjetunionen. Sjögränsen reglerades 1940, och återigen 1965. Gränsdragningen är numera okontroversiell, och regleras i lag. Båda staterna godkände gränsen under första ESK-konferensen 1975.
Det första fördraget om gränsen mellan Finland och Ryssland var Nöteborgstraktaten 1323. Freden i Teusina 1595 och flyttade gränsen österut. Freden i Nystad 1721 och Freden i Åbo 1743 flyttade gränsen västerut. Hela Finland överfördes från Sverige till Ryssland 1809 i och med freden i Fredrikshamn. Därpå flyttades gränsen mellan Finland och Ryssland till läget före 1721. En ny dragning gjordes under fredsfördraget i Dorpat 1920 då Sovjetunionen erkände Finlands självständighet.

## Gränsövergångar
Det finns nio internationella gränsövergångsställen och 2015 också sju aktiva så kallade tillfälliga gränsövergångsställen för vägtrafik mellan Finland och Ryssland. De tillfälliga har mer begränsade öppettider och kräver särskilt tillstånd. Totalt finns fyra järnvägsövergångar.
Enligt en överenskommelse den 22 mars 2016 inskränktes möjligheten till gränspassage i 180 dygn vid de två nordligaste internationella gränsövergångsställena Salla och Raja-Jooseppi till enbart finländska, ryska och vitryska medborgare med familjemedlemmar. Andra medborgare som reste mellan exempelvis svenska Norrbotten och Murmansk i Ryssland måste därmed använda gränsövergången vid Kuusamo.
I september 2022 begränsades ryska medborgares rätt att använda gränsövergångarna. Hösten 2023 stängdes flera av gränsövergångarna, först de fyra sydliga och sedan från den 24 november ytterligare fyra, så att endast gränsövergången Raja-Jooseppi förblev öppen. Beslutet gäller till den 23 december.

### Internationella gränsövergångsställen från nord till syd
| Bild | Finskt vägnamn                | Ryskt vägnamn            | Typ av passage | Kännetecken | Tullhus | Position                                           |
| ---- | ----------------------------- | ------------------------ | -------------- | ----------- | ------- | -------------------------------------------------- |
|      | 91 Stamväg 91 (Raja–Jooseppi) | Verchnetulomskaja doroga | Väg            |             | Ja      | 68°28′33″N 28°28′24″Ö / 68.475774°N 28.473272°Ö    |
|      | 82 Stamväg 82 (Salla)         | gorod Kandalaksha        | Väg            |             | Ja      | 66°56′39″N 29°02′05″Ö / 66.944089°N 29.034774°Ö    |
|      | 866 Regionalväg 866 (Kuusamo) | A136                     | Väg            |             | Ja      | 65°47′54″N 30°06′13″Ö / 65.798283°N 30.103712°Ö    |
|      | 89 Stamväg 89 (Vartius)       | Prigranitjnoje sjosse    | Väg            |             | Ja      | 64°32′44″N 29°59′26″Ö / 64.545455°N 29.990677°Ö    |
|      | 9 Riksväg 9 (Niirala)         | A130                     | Väg            |             | Ja      | 62°10.249′N 030°37.755′Ö / 62.170817°N 30.629250°Ö |
|      | 62 Stamväg 62 (Imatra)        | A124                     | Väg            |             | Ja      | 61°07′34″N 28°50′14″Ö / 61.1261°N 28.8372°Ö        |
|      | 13 Riksväg 13 (Nuijamaa)      | A127                     | Väg            |             | Ja      | 60°57′17″N 28°31′18″Ö / 60.954818°N 28.521581°Ö    |
|      | Vainikkalabanan (Vainikkala)  | -                        | Järnväg        |             | Ja      | 60°51′19″N 28°20′16″Ö / 60.855263°N 28.337915°Ö    |
|      | E 18 Europaväg 18 (Vaalimaa)  | E 18 Europaväg 18        | Väg            |             | Ja      | 60°36′17″N 27°52′25″Ö / 60.604672°N 27.873473°Ö    |

### Tillfälliga gränsövergångsställen
| Bild | Finskt vägnamn                 | Ryskt vägnamn | Typ av passage | Kännetecken | Tullhus | Position                                        |
| ---- | ------------------------------ | ------------- | -------------- | ----------- | ------- | ----------------------------------------------- |
|      | ? (Haapovaara)                 | ?             | Väg            |             | -       | 62°32′46″N 31°15′43″Ö / 62.546°N 31.262°Ö       |
|      | Förbindelseväg 5223 (Inari)    | ?             | Väg            |             | -       | 63°18′18″N 30°59′53″Ö / 63.305°N 30.998°Ö       |
|      | ? (Karttimo)                   | ?             | Väg            |             | -       |                                                 |
|      | ? (Kurvinen)                   | ?             | Väg            |             | -       |                                                 |
|      | Förbindelseväg 5004 (Leminaho) | -             | Väg            |             | -       | 62°43′49″N 31°24′16″Ö / 62.730390°N 31.404567°Ö |
|      | ? (Parikkala)                  | ?             | Väg            |             | -       | 61°54′36″N 30°14′35″Ö / 61.910°N 30.243°Ö       |
|      | ? (Ruhovaara)                  | ?             | Väg            |             | -       |                                                 |

### De övriga järnvägsövergångarna
Dessa järnvägar har inte persontrafik.
| Bild | Finskt vägnamn                      | Ryskt vägnamn            | Typ av passage | Kännetecken                       | Tullhus | Position                                        |
| ---- | ----------------------------------- | ------------------------ | -------------- | --------------------------------- | ------- | ----------------------------------------------- |
|      | Kontiomäki–Kostamus-banan (Vartius) | -                        | Järnväg        | Trafikerad, men endast av godståg | -       | 64°32′45″N 29°59′27″Ö / 64.545928°N 29.990785°Ö |
|      | Karelenbanan (Niirala)              | Järnvägen Viborg-Joensuu | Järnväg        |                                   | -       | 62°10′13″N 30°37′55″Ö / 62.170410°N 30.632027°Ö |
|      | Imatra–Svetogorsk (Imatrankoski)    | -                        | Järnväg        |                                   | -       | 61°07′29″N 28°49′56″Ö / 61.124772°N 28.832151°Ö |

### Typer av trafik
Gränstrafiken har under 2000-talet blivit ganska intensiv och ökar. Det finns snabbtåg Helsingfors–Sankt Petersburg via Vainikkala.